# Tom Towles
Tom Towles (Chicago, 20 marzo 1950 – Contea di Pinellas, 2 aprile 2015) è stato un attore statunitense.

## Biografia
Attore caratterista attivo in film di genere, soprattutto horror, nei quali interpretava spesso cattivi e personaggi sinistri, ha collaborato più volte con John McNaughton a partire dal ruolo che ha lanciato la sua carriera, quello di Otis (ispirato alla figura reale del criminale e presunto serial killer Ottis Toole) in Henry, pioggia di sangue (1986), e con Rob Zombie.

## Filmografia

### Cinema
- Henry, pioggia di sangue (Henry: Portrait of a Serial Killer), regia di John McNaughton (1986)
- Gli uomini della mia vita (Men Don't Leave), regia di Paul Brickman (1990)
- La notte dei morti viventi (Night of the Living Dead), regia di Tom Savini (1990)
- Il pozzo e il pendolo (The Pit and the Pendulum), regia di Stuart Gordon (1991)
- Il cacciatore di teste (The Borrower), regia di John McNaughton (1991)
- 2013 - La fortezza (Fortress), regia di Stuart Gordon (1992)
- Patto di sangue (Bound by Honor), regia di Taylor Hackford (1993)
- Lo sbirro, il boss e la bionda (Mad Dog and Glory), regia di John McNaughton (1993)
- Crocevia per l'inferno (Normal Life), regia di John McNaughton (1996)
- The Rock, regia di Michael Bay (1996)
- Gridlock'd - Istinti criminali (Gridlock'd), regia di Vondie Curtis-Hall (1997)
- Warriors of Virtue, regia di Ronny Yu (1997)
- L'angelo del male (The Prophecy II), regia di Greg Spence (1998)
- Il dottor Dolittle (Doctor Dolittle), regia di Betty Thomas (1998)
- Una valigia a 4 zampe (More Dogs Than Bones), regia di Michael Browning (1998)
- Visitor (Groom Lake), regia di William Shatner (2002)
- La casa dei 1000 corpi (House of 1000 Corpses), regia di Rob Zombie (2003)
- La casa del diavolo (The Devil's Rejects), regia di Rob Zombie (2005)
- Miami Vice, regia di Michael Mann (2006)
- Werewolf Women of the SS, regia di Rob Zombie - cortometraggio (2007)
- Home Sick, regia di Adam Wingard (2007)
- Halloween - The Beginning (Halloween), regia di Rob Zombie (2007)

### Televisione
- P/S - Pronto soccorso (E/R) – serie TV, episodio 1x06 (1984)
- Gli sceriffi delle nevi (High Mountain Rangers) – serie TV, episodio 1x01 (1987)
- Star Trek: Deep Space Nine – serie TV, episodio 1x17 (1993)
- Seinfeld – serie TV, episodio 5x03 (1993)
- NYPD - New York Police Department (NYPD Blue) – serie TV, 6 episodi (1993-1994)
- L.A. Law - Avvocati a Los Angeles (L.A. Law) – serie TV, episodio 8x15 (1994)
- Svitati in divisa (Bakersfield P.D.) – serie TV, episodi 1x03-1x17 (1993-1994)
- Girls in Prison, regia di John McNaughton – film TV (1994)
- Pacific Blue – serie TV, episodio 2x03 (1996)
- E.R. - Medici in prima linea (ER) – serie TV, episodio 3x06 (1996)
- Una famiglia del terzo tipo (3rd Rock from the Sun) – serie TV, episodio 2x10 (1996)
- Profiler - Intuizioni mortali (Profiler) – serie TV, episodio 1x12 (1997)
- Star Trek: Voyager – serie TV, episodio 3x19 (1997)
- Gli ultimi mercenari (Mercenary II: Thick & Thin), regia di Philippe Mora – film TV (1998)
- Jarod il camaleonte (The Pretender) – serie TV, episodio 3x06 (1998)
- Lansky - Un cervello al servizio della mafia (Lansky: The Mind That Organized Crime), regia di John McNaughton – film TV (1999)
- The Drew Carey Show – serie TV, episodio 5x06 (1999)
- Road to Justice - Il giustiziere (18 Wheels of Justice) – serie TV, episodio 2x22 (2001)
- Firefly – serie TV, episodio 1x03 (2002)
- Push, Nevada – serie TV, 7 episodi (2002)
- Robbery Homicide Division – serie TV, episodio 1x08 (2002)
- Crossing Jordan – serie TV, episodio 2x14 (2003)
- CSI - Scena del crimine (CSI: Crime Scene Investigation) – serie TV, episodio 4x03 (2003)
- Malcolm (Malcolm in the Middle) – serie TV, episodio 5x07 (2003)

## Doppiatori italiani
Nelle versioni in italiano delle opere in cui ha recitato, Tom Towles è stato doppiato da:
- Renzo Stacchi in Henry, pioggia di sangue
- Sandro Sardone in La notte dei morti viventi
- Alessandro Rossi in 2013 - La fortezza
- Giorgio Lopez in Patto di sangue
- Claudio Fattoretto in Lo sbirro, il boss e la bionda
- Diego Reggente in Star Trek: Voyager
- Giorgio Locuratolo in Profiler - Intuizioni mortali
- Paolo Buglioni in Jarod il camaleonte
- Michele Gammino in Malcolm
- Michele Kalamera in La casa dei 1000 corpi

## Riconoscimenti
- Independent Spirit Award
  - 1991 – Candidatura al miglior attore non protagonista per Henry, pioggia di sangue
- Fangoria Chainsaw Award[2]
  - 1992 – Candidatura al miglior attore non protagonista per Il cacciatore di teste